# Cecil Arthur Lewis
Pour les articles homonymes, voir Lewis.
Cecil Arthur Lewis est un aviateur, un écrivain et un scénariste britannique né le 29 mars 1898 à Birkenhead (Angleterre) et mort le 27 janvier 1997 à Londres (Angleterre).

## Biographie

### Armée
Cecil Arthur Lewis s'engage dans le Royal Flying Corps à 17 ans, il participe en tant qu'aviateur à la bataille de la Somme et à cette occasion reçoit la Croix militaire,. Après la guerre, il part en Chine comme cadre d'une compagnie aérienne, et y devient instructeur pour l'aviation chinoise,.
Au cours de la Seconde Guerre mondiale, il rejoint l'armée comme instructeur,,.

### Médias
Il revient en Grande-Bretagne en 1922 et participe à 24 ans à la création de la British Broadcasting Company, qui deviendra la British Broadcasting Corporation,,. Il continue ponctuellement à travailler en indépendant pour la BBC, puis à New York à la NBC. Il est engagé à nouveau par la BBC en 1936, lors des débuts de la télévision. En 1953, il devient producteur de programmes radiophoniques pour l'ONU à New York, puis il revient en Grande-Bretagne pour participer au lancement d'Independent Television en 1955.
Il rencontre notamment George Bernard Shaw, avec qui il va travailler, alors qu'il est encore à la BBC puis après son départ en 1926, à l'adaptation de plusieurs pièces. Son adaptation la plus connue est celle de Pygmalion, qui lui vaut un Oscar,.

## Œuvres
(liste partielle)
- 1936 : Sagittarius Rising, Penguin Classics (mai 2014, 1er édition en 1936),  (ISBN 9780143107347)
- 1964 : Farewell To Wings, Arno Press  (ISBN 9780405121883)
- 1974 : Never Look Back; An Attempt At Autobiography  (ISBN 9780091178901)
- 1985 : Gemini to Joburg, Random House (New York)  (ISBN 9780394543215)
- 1989 : The Dark Sands of Shambala, Sphere Books  (ISBN 9780747403586)
- 1991 : Sagittarius Surviving, L. Cooper  (ISBN 9780850524482)
- 1993 : All My Yesterdays: An Autobiography, Element Books  (ISBN 9781852304058)
- 1994 : Wish to Be: A Voyage of Self-Discovery, Element Books  (ISBN 9781852305345)
- 1997 : So Long Ago So Far Away: A Memory of Old Peking, Luzac Oriental  (ISBN 9781898942122)

## Filmographie

### Cinéma
- 1931 : How He Lied to Her Husband (réalisation et scénario)
- 1932 : Arms and the Man (en) (réalisation et scénario)
- 1932 : The Indiscretions of Eve (en) (réalisation et scénario)
- 1932 : Carmen (en) (réalisation et scénario)
- 1933 : Leave It to Me (en) de Monty Banks
- 1938 : Pygmalion d'Anthony Asquith et Leslie Howard
- 1976 : Le Tigre du ciel (Aces High) de Jack Gold

### Télévision
- 1936 : Television Comes to London (documentaire)
- 1937 : The Orchestra and Its Instruments (3 épisodes)
- 1951 : BBC Sunday-Night Theatre (1 épisode)

## Distinctions

### Armée
- Croix militaire lors de la Première Guerre mondiale

### Cinéma
- Oscars 1939 : Oscar du meilleur scénario adapté pour Pygmalion